# Benny Parsons
Benjamin Stewart "Benny" Parsons (North Wilkesboro (North Carolina), 12 juli 1941 - Charlotte (North Carolina), 16 januari 2007) was een Amerikaans autocoureur. Hij won de NASCAR Winston Cup in 1973.

## Carrière
Parsons startte zijn carrière in het stockcarracen in 1964. In 1968 en 1969 won hij twee jaar op rij het ARCA-kampioenschap, een stockcardiscipline gelijkend op de NASCAR die georganiseerd wordt door de Automobile Racing Club of America. Vanaf 1970 ging hij fulltime aan de slag in de NASCAR Grand National Series, vanaf 1972 de Winston Cup en tegenwoordig de Sprint Cup genaamd. Hij behaalde zijn eerste overwinning in 1971 op een circuit in South Boston. Zijn tweede overwinning behaalde hij in 1973 op de Bristol Motor Speedway en ondanks het zijn enige overwinning werd dat jaar won hij het kampioenschap door regelmaat met vijftien top 5 plaatsen. In 1975 won hij in een Chevrolet de prestigieuze Daytona 500 nadat hij vanaf de 32e startplaats was vertrokken. Hij werd in 1976, 1977 en 1980 derde in het kampioenschap maar kon geen tweede titel meer winnen. Hij reed in zijn carrière 526 races in de NASCAR waarvan hij er 21 won. Op het einde van 1988 zette een punt achter zijn carrière als autocoureur. Daarna werd hij sport analist bij televisiezenders ESPN, NBC en TNT. In 1996 werd hij erelid van de International Motorsports Hall of Fame. Hij overleed in 2007 aan de gevolgen van longkanker.